# 赫尔辛基主教座堂
赫尔辛基主教座堂（芬蘭語：Helsingin tuomiokirkko）是芬兰福音信义会赫尔辛基教区的主教座堂，位于芬兰首都赫尔辛基市中心的元老院广场上，左右两边分别是芬兰总理府，赫尔辛基大学主楼和国家图书馆，它也是赫尔辛基坐标性建筑。这座教堂最初是獻給俄国沙皇尼古拉一世的，直到1917年芬兰独立，一直称为“圣尼古拉教堂”。

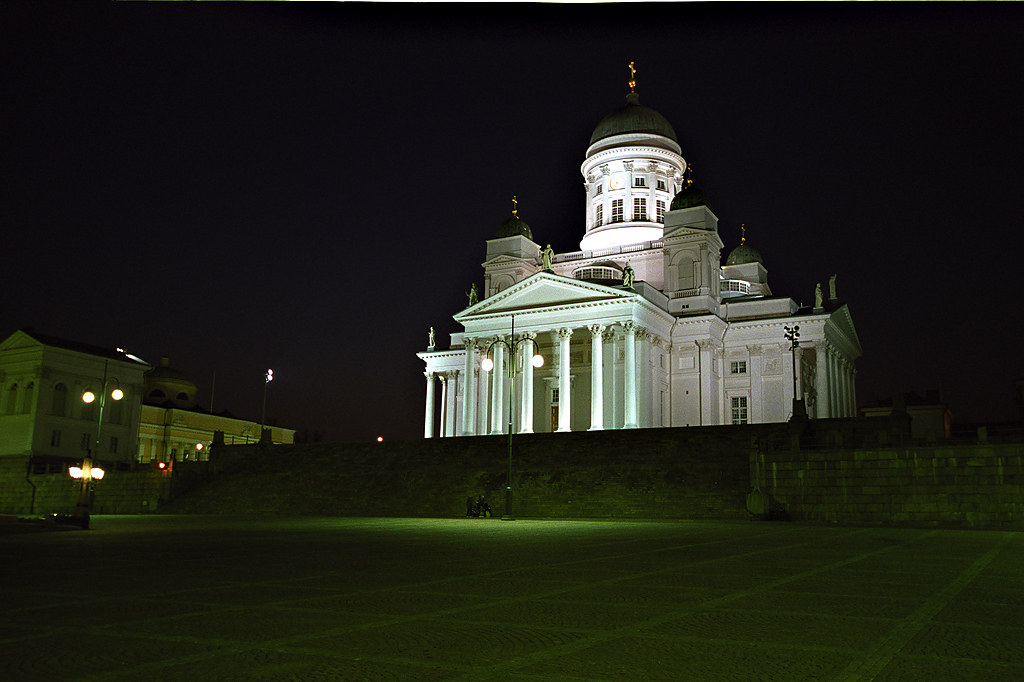
夜间的赫尔辛基主教座堂

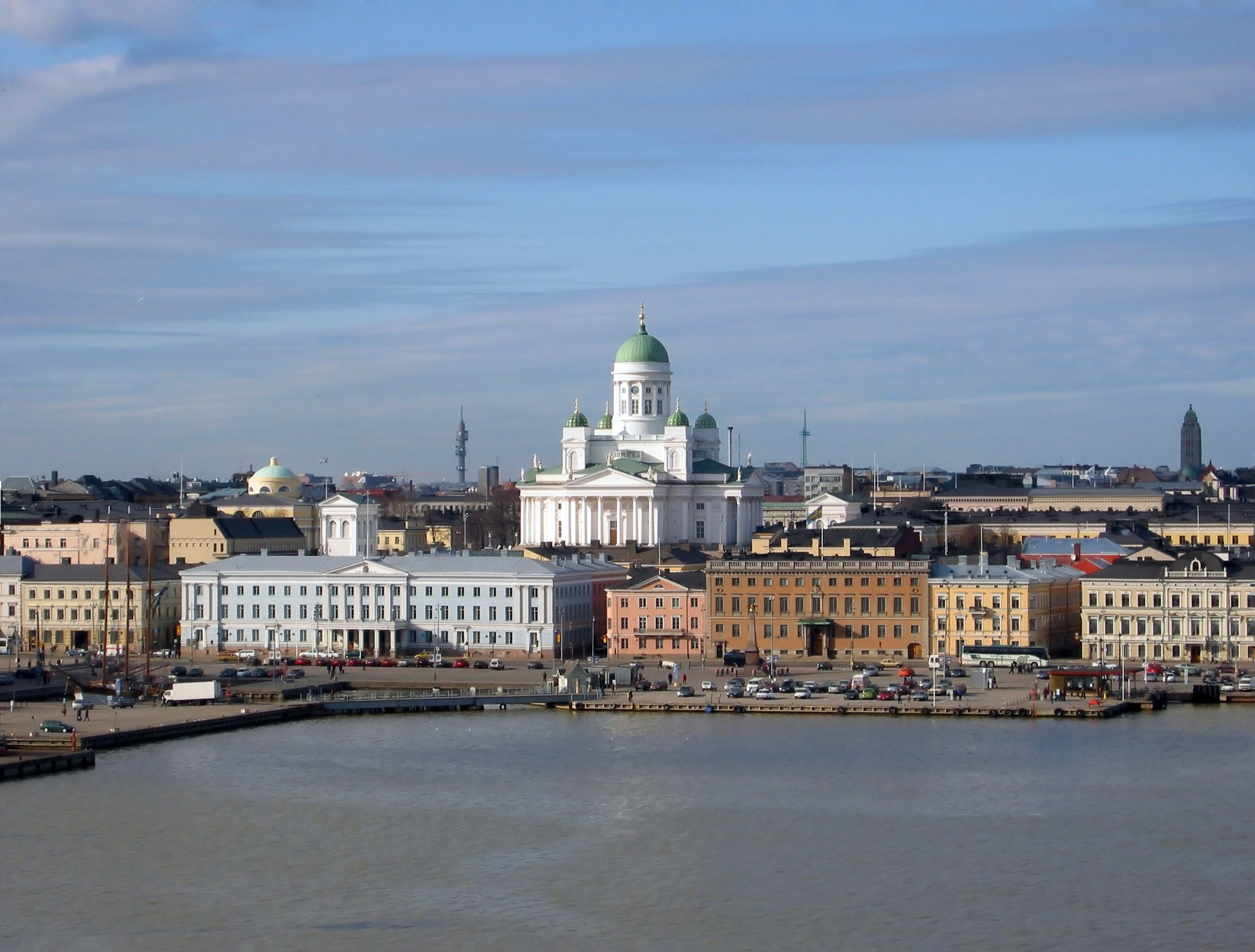
赫尔辛基集市广场，赫尔辛基主教座堂位于图片中心

德国建筑设计师卡尔·卢德维格·恩格尔在1830年主持修建了赫尔辛基主教座堂。但是在1840年时，恩格尔病死于赫尔辛基。1840年后，赫尔辛基主教座堂剩下的工作由他的学生继续完成修建。在1853年，赫尔辛基主教座堂举办了首次献堂典礼。
赫尔辛基主教座堂的建筑风格为新古典主义。教堂平面为对称的希腊十字形，四面都有柱廊和三角楣饰。主入口位于西侧，祭坛位于东侧。教堂有一个绿色的大圆顶，周围是四个小圆顶，上方有12位圣徒的雕像。四个小圆顶模仿了圣彼得堡的圣以撒大教堂。教堂能容纳1300人。
由于赫尔辛基主教座堂以白色为主，旧时候出海的水手看到教堂就代表了离赫尔辛基越来越近，所以赫尔辛基又被称为“白都”。现今每到重要节日教堂前的元老院广场经常有盛大的集会或者游行。主教座堂也是赫尔辛基的主要景点之一。每年有超过350,000人参观这座教堂，其中一些人参加宗教仪式，但是大部分只是游客。它同时也是赫尔辛基大学神学院的礼堂。这座教堂里举行日常的礼拜，也举行婚礼等特别活动。
在主教座堂兴建以前，此处有一座较小的乌尔丽卡·埃利诺拉教堂，獻給瑞典女王乌尔丽卡·埃利诺拉。